# Clot de Planers
El Clot de Planers és un clot del terme municipal de Conca de Dalt, a l'antic terme d'Hortoneda de la Conca, al Pallars Jussà. Pertany a l'àmbit de l'antic poble d'Herba-savina.
Està situat a ponent d'Herba-savina i dels paratges de les Clots, les Solanes i la Parada, a migdia de la Vinya de la Sala i al nord-est del Tros de Llinars.